# Bidhan Chandra Roy
Bidhan Chandra Roy (Bengali: বিধান চন্দ্র রায়, né le 1er juillet 1882 et mort le 1er juillet 1962) est un médecin et homme politique indien, deuxième ministre en chef du Bengale occidental en Inde. 
Il est resté à son poste durant 14 ans en tant que candidat du Congrès national indien, de 1948 jusqu'à sa mort en 1962, jour de ses 80 ans. C'était un médecin très respecté et un défenseur des libertés encadrées par l'État. Bidhan Roy est souvent considéré comme le grand architecte du Bengale occidental, dans la mesure où il a fondé les deux villes satellites de Calcutta que sont Kalyani et Bidhan Nagar. 
Il a suivi ses études au Calcutta Medical College de l'université de Calcutta. 

## Distinctions
- B.C. Roy a été honoré de la Bharat Ratna le 4 février 1961, la plus haute distinction civile de la République indienne. Il était également membre du Brahmo Samaj.
- En Inde, la journée nationale de la santé est célébrée à la date de sa naissance (et de sa mort) le 1er juillet de chaque année.
- B.C. Roy constitua une fiducie de ses propriétés, à Patna, pour promouvoir diverses initiatives sociales.